# Latarnia Volty
Latarnia Volty (wł. Faro Voltiano) – wieża znajdująca się w miejscowości San Maurizio w gminie Brunate wybudowana w 1927 roku upamiętniając setną rocznicę śmierci Alessandro Volty. Popularne miejsce turystyczne okolic Como.
Jest to ośmiokątny, 28-metrowy budynek zaprojektowany przez inżyniera Gabriele Giussaniego. Wewnątrz znajduje się spiralna klatka schodowa, która prowadzi na dolny balkon oraz górny taras widokowy na szczycie wieży. U podstawy wieży zamontowano tablicę pamiątkową. Od dnia otwarcia, po zachodzie słońca ze szczytu wieży wysyłane jest światło zielone, białe oraz czerwone.
Placyk przy którym wybudowano wieżę zapewnia dobry widok na Cernobbio oraz okolicę jeziora Como.